# Deerfield (Kansas)
Pour les articles homonymes, voir Deerfield.
Deerfield est une municipalité américaine située dans le comté de Kearny au Kansas. Lors du recensement de 2010, sa population est de 700 habitants.

## Géographie
Deerfield se trouve dans la vallée de l'Arkansas sur la piste de Santa Fe.
Selon le Bureau du recensement des États-Unis, la municipalité s'étend sur 0,47 mille carré (1,22 km2).

## Histoire
Deerfield est fondée en 1878. Elle doit son nom aux nombreux cervidés (deers) qui habitaient la région. Son bureau de poste ouvre en 1882.
La ville se développe grâce à l'arrivée de l'Atchison, Topeka and Santa Fe Railway et à la culture de la betterave sucrière. Elle acquiert le statut de municipalité en 1906.
Deerfield compte deux monuments inscrits au Registre national des lieux historiques  :
- la station service Texaco, construite en 1923 sur l'ancienne U.S. Route 50 dans un style néo-Tudor[2] ;
- la banque d'État de Deerfield, construite en 1907 sur la Main Street et fermée en 1935[3].

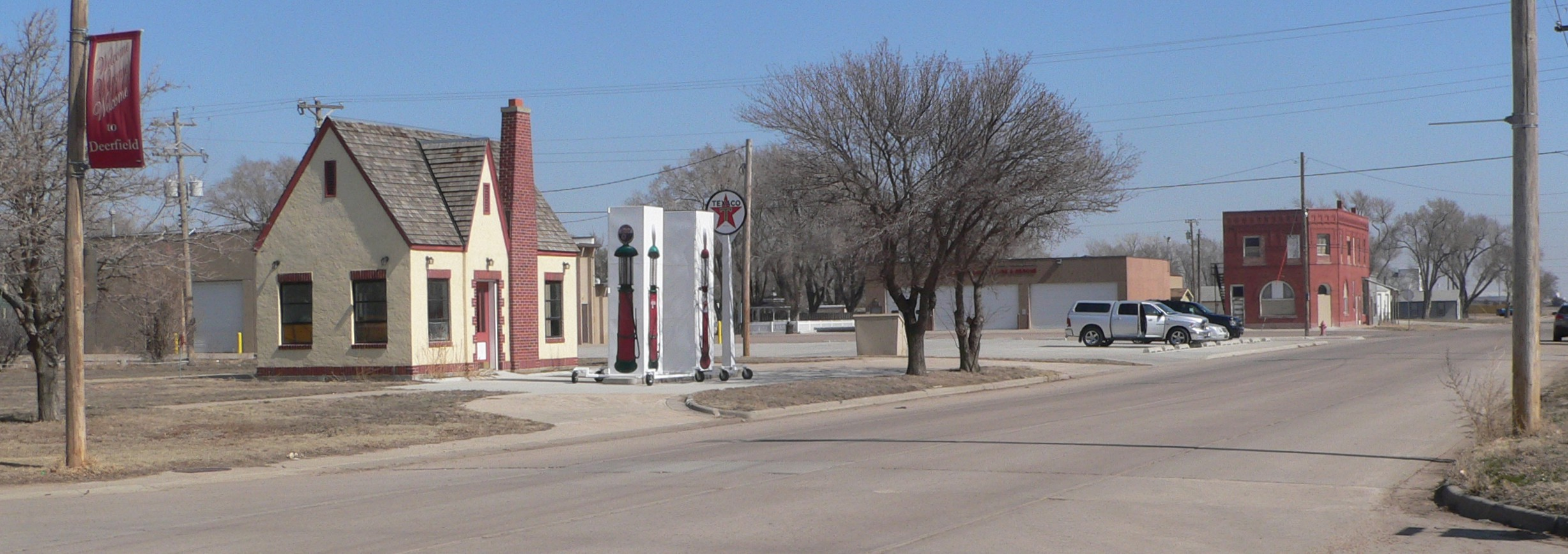
La station-service (gauche) et la banque de Deerfield (droite).

## Démographie
Selon l'American Community Survey de 2018, Deerfield accueille une importante communauté hispanique avec environ 41 % de sa population parlant l'espagnol à la maison. La ville connaît un revenu médian par foyer inférieur au Kansas et aux États-Unis (45 000 dollars contre 57 422 dollars et 60 293 dollars). Son taux de pauvreté est également plus important à 19,3 % (contre 12 % au Kansas et 11,8 % à l'échelle du pays). Par ailleurs, seulement 54 % de sa population adulte était diplômée du lycée (high school) contre 91 % au niveau de l'État et 88 % au niveau du pays,.